# Drepanocladus arcticus
Drepanocladus arcticus là một loài Rêu trong họ Amblystegiaceae. Loài này được (R.S. Williams) Hedenas mô tả khoa học đầu tiên năm 1997.